# Harmenspark
Het Harmenspark is een park in de stad Harlingen in de Nederlandse provincie Friesland.
Het park werd in 1901 aangelegd. Dit was mogelijk na een schenking van de heer Harmens. Aan de zuidzijde van het park is via een houten brug bij de Stationsweg het Station Harlingen te bereiken. Het park wordt aan de oostzijde begrensd door de Zuidoostersingel, aan de noordzijde door de Simon Vestdijksingel en de gracht Davidsdokje. In de noordwesthoek ligt de Kerkpoortsbrug.
In 1950 werd er een oorlogsmonument geplaatst. Het beeld Sint-Joris en de draak werd gemaakt door Willem Valk.
In 2018-'19 werd het park gerenoveerd naar ontwerp van de Harlinger tuinarchitect Lia Duinker. De gemeente stelde 150.000 euro beschikbaar en de provincie 77.500 euro. Er zijn nieuwe beelden van Ilse Oelbers geplaatst en er is eendenhuis gebouwd.
In 2024 werd in het park een Anne Frankboom geplant, een nazaat van de Anne Frankboom, als symbool van hoop en verbinding.

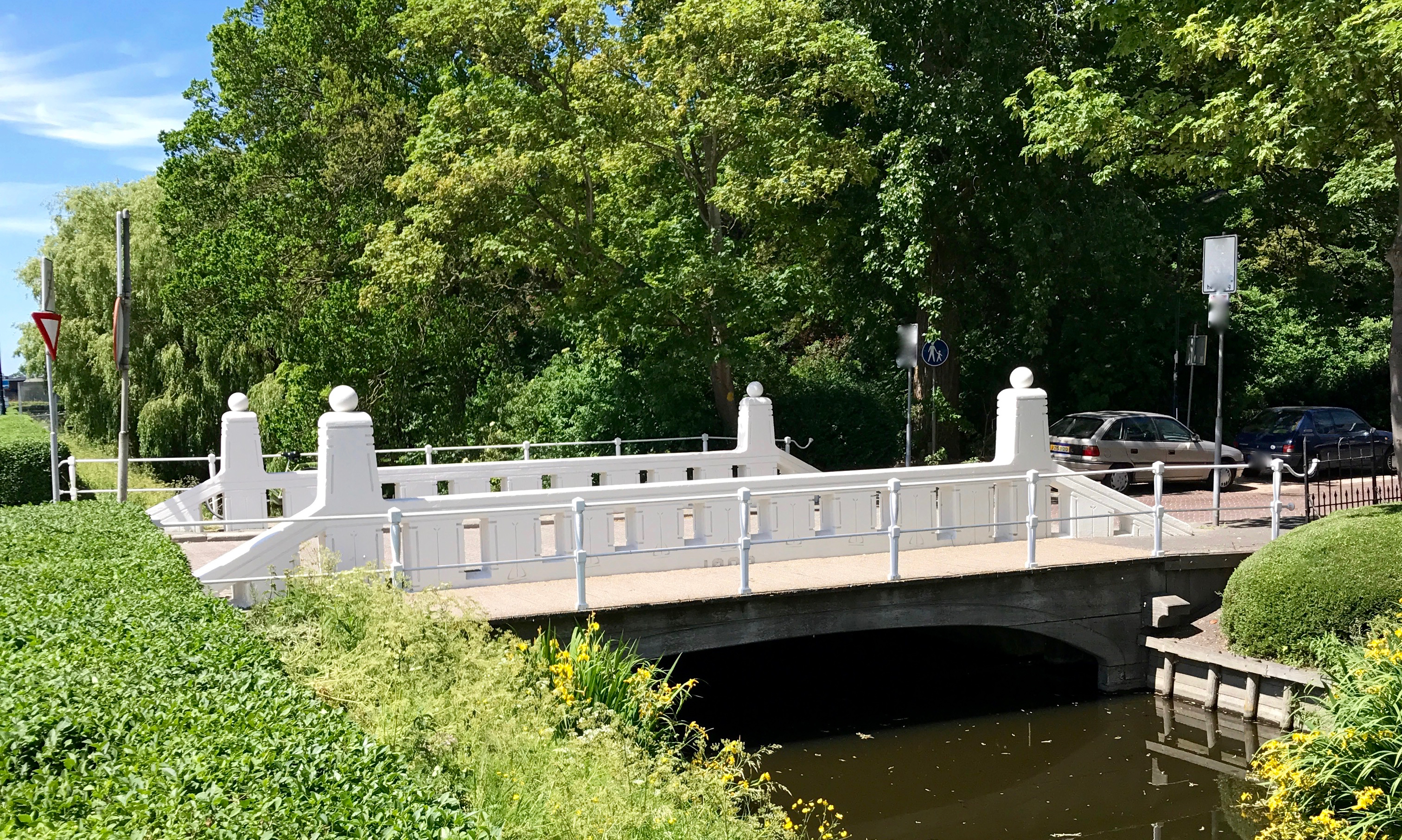
De Stationbrug in de Zuidoostersingel met op de achtergrond het Harmenspark (2017)
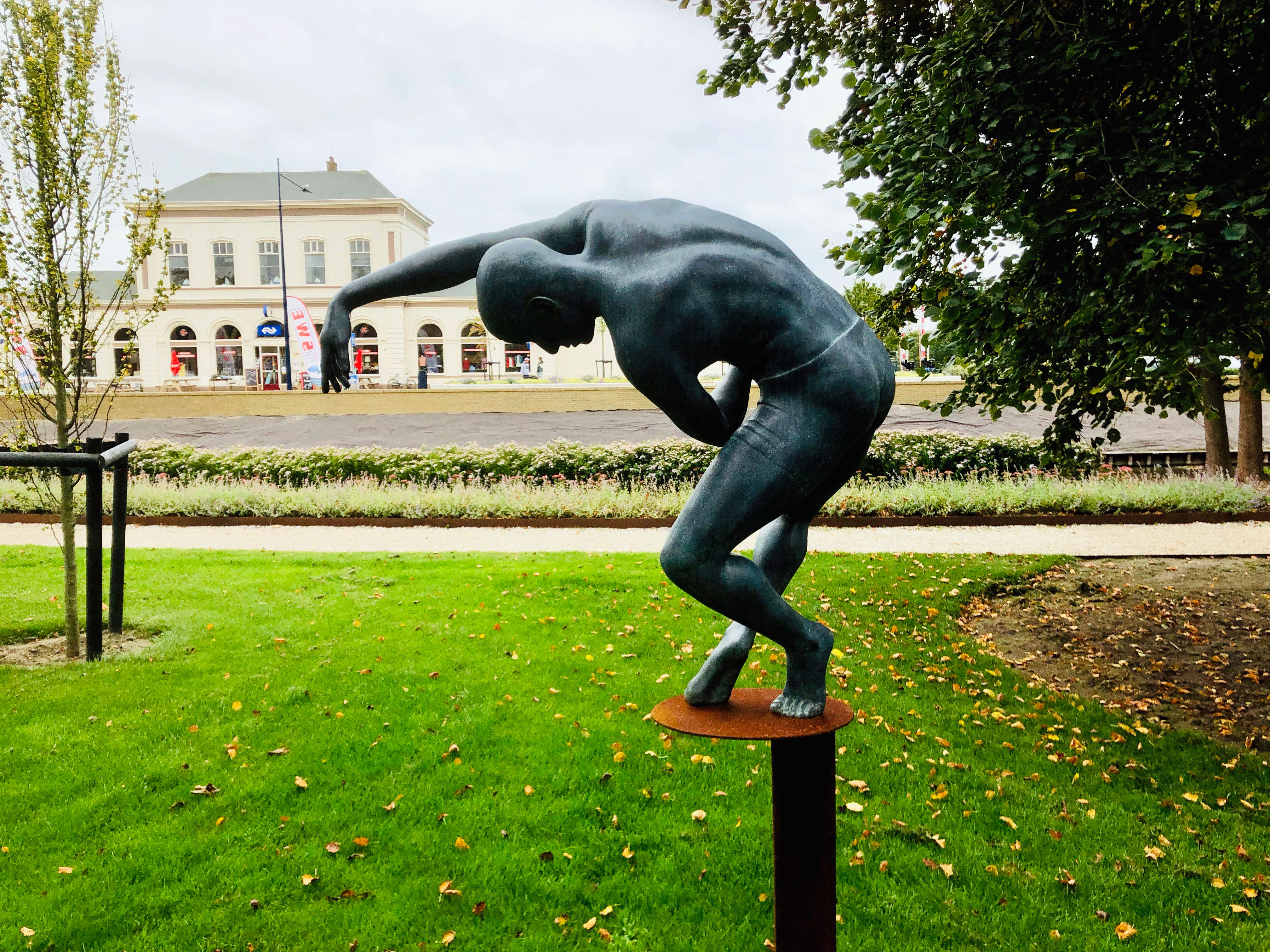
Beeld danser door Ilse Oelbers